# Brokopondo (distrikt)

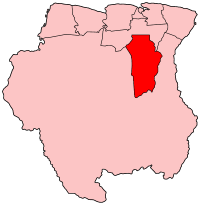
Distriktets läge.

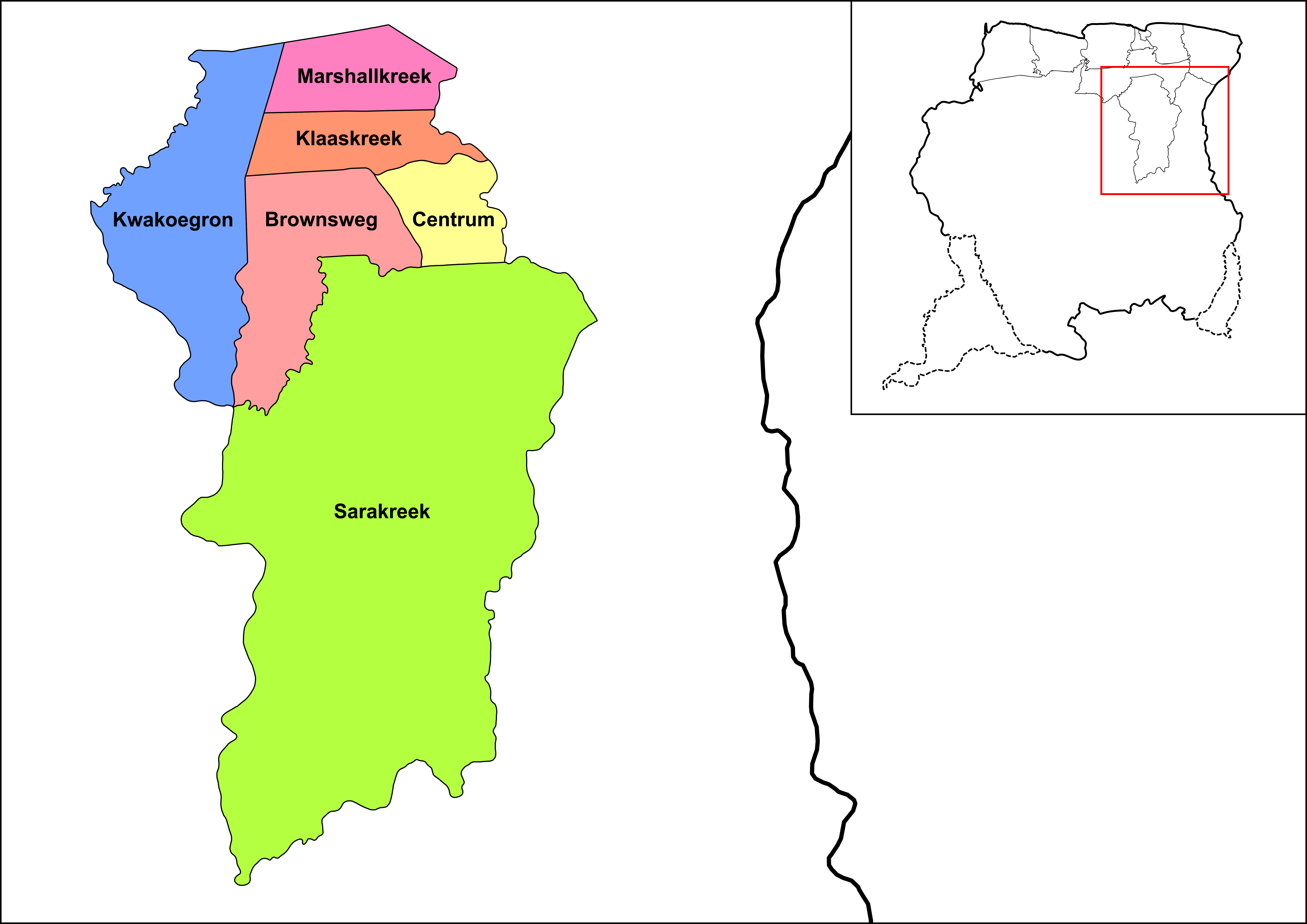
Distriktets ressorten.

Distriktet Brokopondo är ett av Surinams 10  distrikt (distrikten).

## Geografi
Distriktet ligger i landets östra del, området har en yta på cirka 7 364 km² med cirka 14 200 invånare. Befolkningstätheten är 2 invånare / km².
Huvudorten är Brokopondo med cirka 2 000 invånare.

## Förvaltning
Distriktet har ordningsnummer 1 och förvaltas av en distriktkommissarie (Districtscommissaris), ISO 3166-2-koden är "SR-BR".
Distriktet är underdelad i 6 kommuner (ressorten):
- Kwakoegron
- Marechalskreek
- Klaaskreek
- Centrum Brokopondo
- Brownsweg
- Sarakreek